# Communauté de communes de la Montagne du Haut Languedoc
Die Communauté de communes de la Montagne du Haut Languedoc ist ein ehemaliger französischer Gemeindeverband mit der Rechtsform einer Communauté de communes in den Départements Hérault und Tarn der Regionen Okzitanien. Sie wurde am 30. Dezember 1992 gegründet und umfasste acht Gemeinden. Der Verwaltungssitz befand sich im Ort La Salvetat-sur-Agout. Eine Besonderheit lag in der Département-übergreifenden Strukturierung der Gemeinden.

## Historische Entwicklung
Mit Wirkung vom 1. Januar 2017 fusionierte der Gemeindeverband mit der Communauté de communes des Monts de Lacaune und bildete so die Nachfolgeorganisation Communauté de communes des Monts de Lacaune et de la Montagne du Haut Languedoc.

## Ehemalige Mitgliedsgemeinden

### Département Hérault
1. Cambon-et-Salvergues
2. Castanet-le-Haut
3. Fraisse-sur-Agout
4. La Salvetat-sur-Agout
5. Le Soulié
6. Rosis

### Département Tarn
1. Anglès
2. Lamontélarié